# Diete vegane
Le diete vegane sono dei modelli dietetici basati su alimenti provenienti esclusivamente dal regno vegetale.

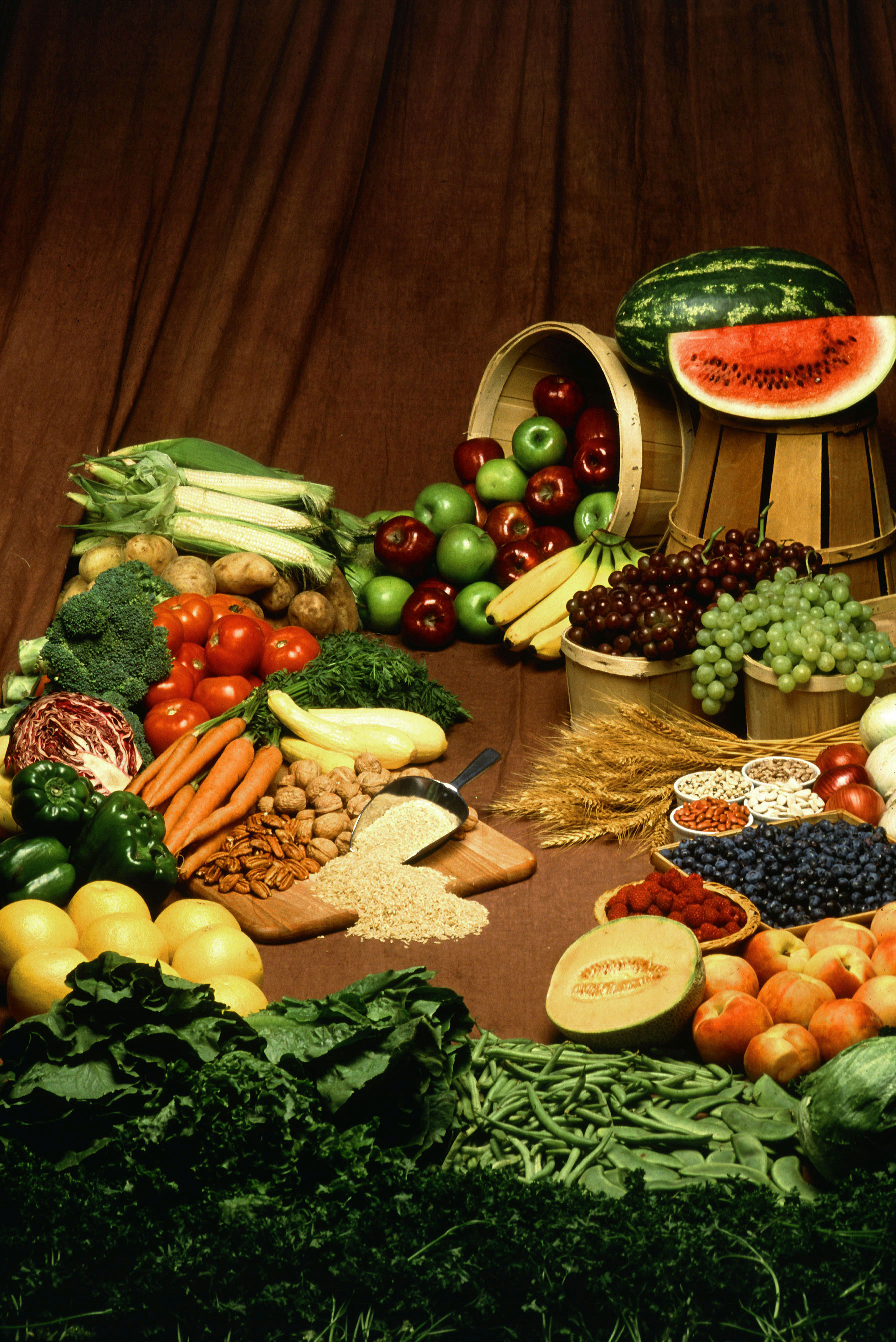
Cereali, legumi, verdura e frutta costituiscono la base della dieta vegana classica

## Caratteristiche
Le diete vegane escludono dall'alimentazione la carne di qualsiasi animale e tutti i prodotti di origine animale e quindi rientrano, come casi particolari, nelle diete vegetariane.
Oltre alla dieta vegana classica, basata su cereali, legumi, verdura e frutta e tipicamente adottata come pratica alimentare nel veganismo etico, si possono considerare diete vegane anche altre diete che, sebbene differiscano sostanzialmente da una dieta vegana classica sia nei principi alimentari sia nel tipo di alimenti consumati, non comprendono il consumo di alcun ingrediente di origine animale, quali quelle praticate, ad esempio, nel crudismo vegano, nel fruttarismo o nell'ehretismo.
Secondo la FAO, ogni anno la specie umana uccide duecento miliardi di animali per nutrirsene.